# 考艾縣
可愛縣（英語：Kaua'i County）是美國夏威夷州的一個縣，由可愛島、尼豪島、莱胡阿岛和考拉島組成，面積3,279.88平方公里，陸地面積1,612.11平方公里，水域面積1,667.77平方公里。根據2010年人口普查，本縣共有人口67,091人。本縣縣治為利胡埃。
本縣成立於1905年，縣名來自本縣最大島嶼可愛島，而可愛島則得名自傳說中開發夏威夷的英雄夏威夷洛亞（Hawaiiloa）的長子考埃（Kaua'i）。

## 地理

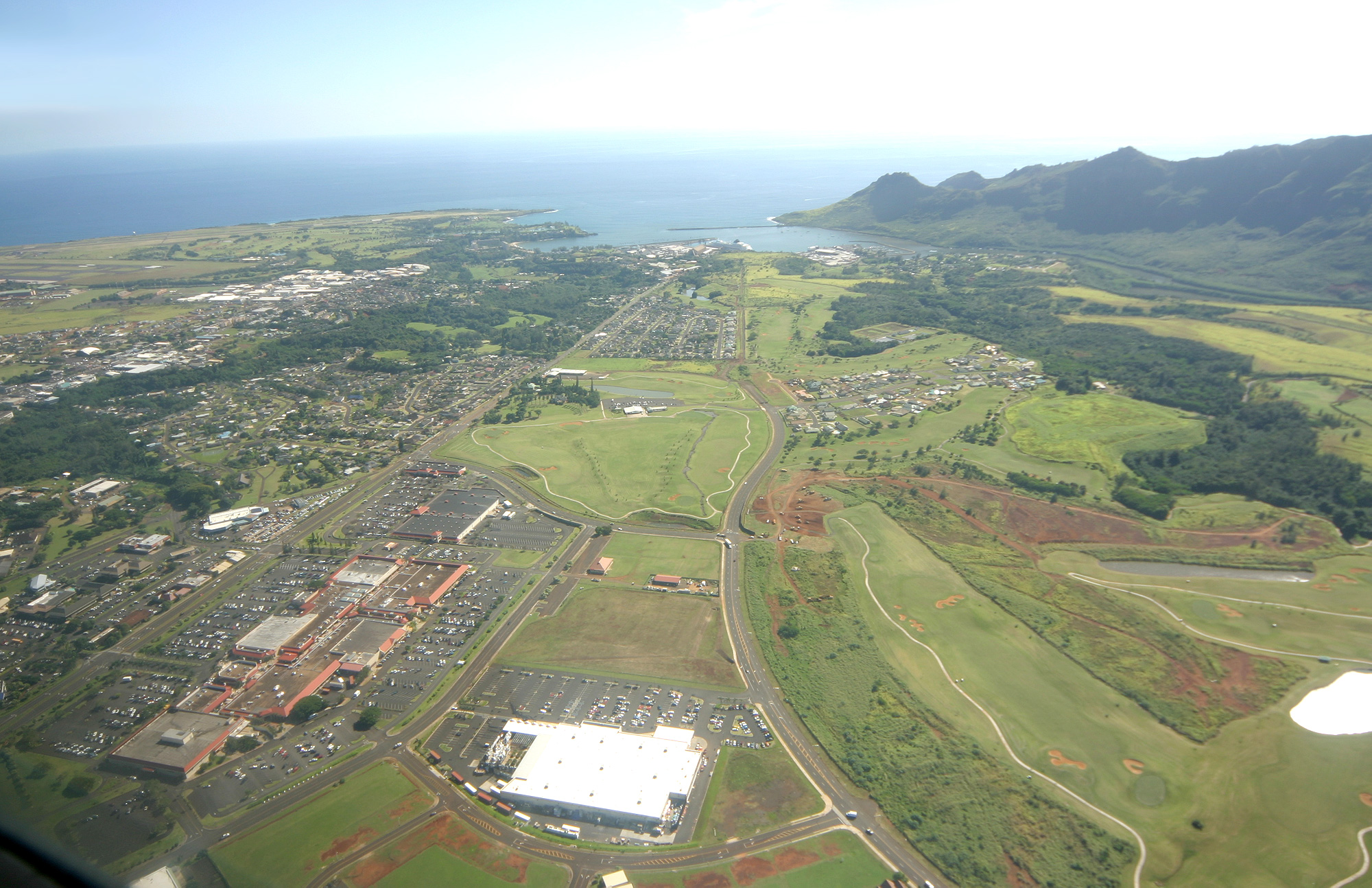
縣治利胡埃

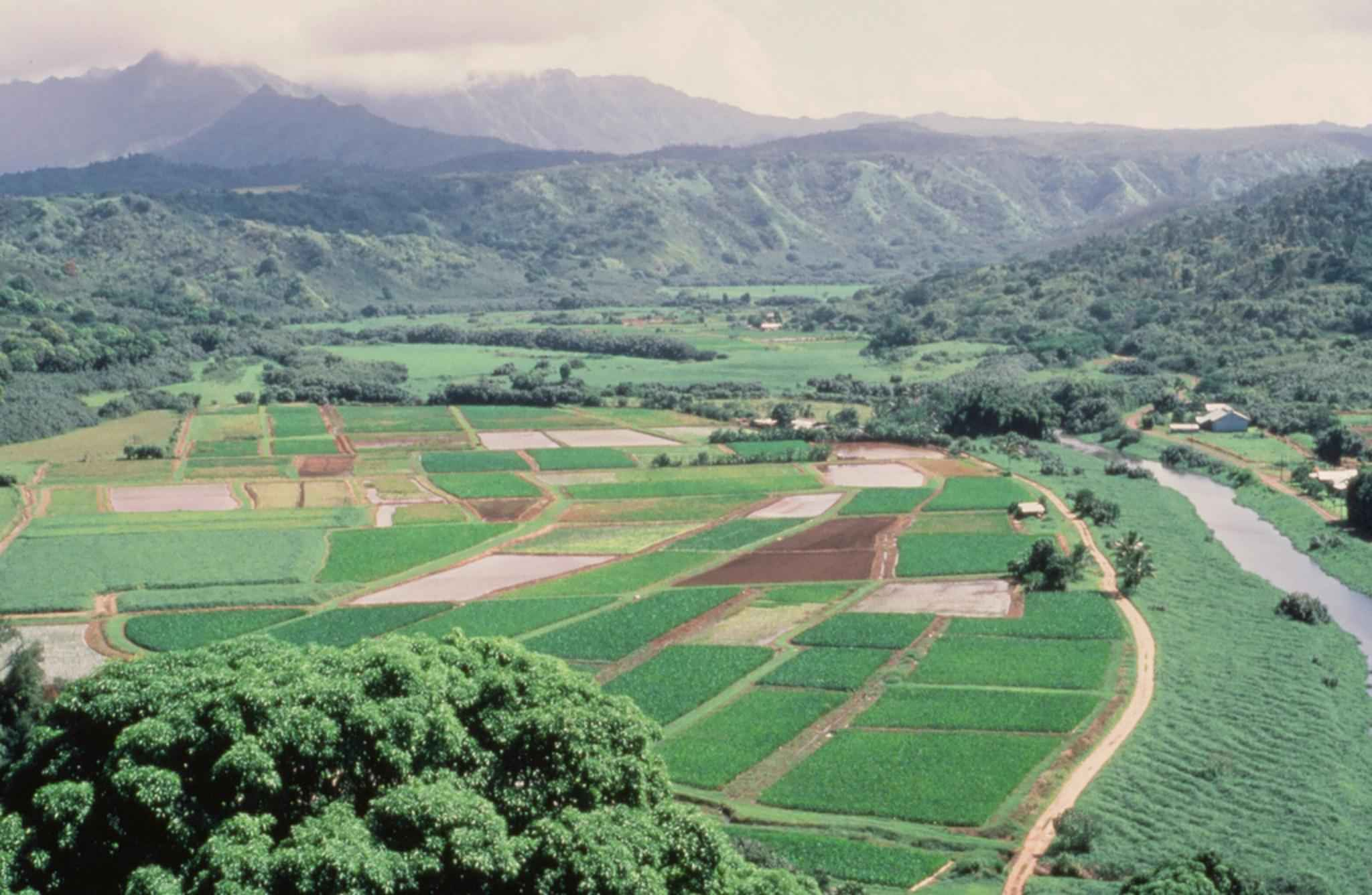
哈納萊伊國家野生動物保護區

根據2000年人口普查，考爱县的總面積為1,266.37平方英里（3,279.9平方），其中有622.44平方英里（1,612.1平方），即49.15%為陸地；643.93平方英里（1,667.8平方），即50.85%為水域。

### 毗鄰縣
- 夏威夷州 檀香山市縣：東南方

### 國家保護區
- 哈納萊伊國家野生動物保護區
- 可莉婭國家野生動物保護區
- 基拉韋厄點國家野生動物保護區

## 人口
| 调查年            | 人口   | 备注 | %±     |
| ----------------- | ------ | ---- | ------ |
| 1900              | 20,734 |      | —      |
| 1910              | 23,952 |      | 15.5%  |
| 1920              | 29,438 |      | 22.9%  |
| 1930              | 35,942 |      | 22.1%  |
| 1940              | 35,818 |      | −0.3%  |
| 1950              | 29,905 |      | −16.5% |
| 1960              | 28,176 |      | −5.8%  |
| 1970              | 29,761 |      | 5.6%   |
| 1980              | 39,082 |      | 31.3%  |
| 1990              | 51,177 |      | 30.9%  |
| 2000              | 58,463 |      | 14.2%  |
| 2010              | 67,091 |      | 14.8%  |
| [ 6 ] [ 7 ] [ 8 ] |        |      |        |

根據2000年人口普查，考爱县擁有58,463居民、20,183住戶和14,572家庭。其人口密度為每平方英里94居民（每平方公里36居民）。本縣擁有25,331間房屋单位，其密度為每平方英里41間（每平方公里16間）。而人口是由29.5%白人、0.3%黑人、0.4%土著、36%亞洲人、9.1%太平洋岛民、0.9%其他種族和23.8%混血构成。而西班牙裔或拉丁美洲人佔了人口8.2%。
在20,183住户中，有34%擁有一個或以上的兒童（18歲以下）、53.9%為夫妻、12.8%為單親家庭、27.8%為非家庭、21.4%為獨居、7.7%住戶有同居長者。平均每戶有2.87人，而平均每個家庭則有3.34人。在58,463居民中，有26.4%為18歲以下、7.1%為18至24歲、27.2%為25至44歲、25.5%為45至64歲以及13.8%為65歲以上。人口的年齡中位數為38歲，女子對男子的性別比為100：100.1。成年人的性別比則為100：97.5。

## 姐妹城市
本縣的城市的姐妹城市：
- 菲律賓 邦贵（英语：Bangued）
- 庫克敦
- 臺灣 花蓮市
- 日本 石垣市
- 日本 守山市
- 日本 大島市
- 法屬玻里尼西亞 帕佩诺（英语：Papenoo）
- 菲律賓 桑特
- 菲律賓 乌达内塔 (邦阿西楠省)
- 英国 惠特比